# Судриаш (Тимиш)
Судриаш (рум. Sudriaș) насеље је у Румунији у округу Тимиш у општини Трајан Вуја. Oпштина се налази на надморској висини од 145 m.

## Прошлост
По "Румунској енциклопедији" место се помиње 1371. године. Било је средиште управног округа са правом на трговину. Забеежено је 1690. и 1717. године. Православна богомоља подигнута је 1883. године.
Аустријски царски ревизор Ерлер је 1774. године констатовао да место припада Сарачком округу, Лугожког дистрикта. Становништво је било претежно влашко. Када је 1797. године пописан православни клир ту је био један свештеник. Парох поп Георгије Поповић (рукоп. 1782) служио се само румунским језиком.

## Становништво
Према подацима из 2002. године у насељу је живело 331 становника.

### Попис2002.
| Расподела становништва по националности 2002.‍ | Расподела становништва по националности 2002.‍ | Расподела становништва по националности 2002.‍ | Расподела становништва по националности 2002.‍ | Расподела становништва по националности 2002.‍ |
| --------------------------------------------- | --------------------------------------------- | --------------------------------------------- | --------------------------------------------- | --------------------------------------------- |
|                                               |                                               |                                               |                                               |                                               |
| Румуни                                        | Румуни                                        |                                               | 302                                           | 91,2%                                         |
| Роми                                          | Роми                                          |                                               | 21                                            | 6,3%                                          |
| Украјинци                                     | Украјинци                                     |                                               | 8                                             | 2,4%                                          |